# Инвариант узла
Инвариа́нт узла́ — любая характеристика узла (в простейшем число, но может быть многочленом, группой и так далее), которая определена для каждого узла и одинакова для эквивалентных узлов. Эквивалентность обычно задаётся объемлющей изотопией, но может задаваться и как гомеоморфизм.
Исследования инвариантов мотивированы не только основной задачей теории — различением узлов — но также и необходимостью понять фундаментальные свойства узлов и их связью с другими областями математики.
С современной точки зрения, естественно определять инвариант узла по его диаграмме.
Конечно, инвариант должен оставаться неизменным при движениях Рейдемейстера,
это свойство эквивалентно инвариантности характеристики.

## Примеры
- Простейшим примером инварианта является возможность раскрасить узел в три цвета, а также число таких раскрасок.
- Одними из самых удобных инвариантов для различения узлов являются многочлены узлов:
  - Многочлен Джонса
  - Многочлен Александера
- Инварианты конечного типа — класс инвариантов узлов, характеризующийася определённым соотношением на все разрешения сингулярного узла с данным числом самопересечений.
- Другие инварианты могут быть определены при рассмотрении некоторых целочисленных функций на узловых диаграммах, взятием их минимума среди всех возможных диаграмм данного узла. К этому типу относится число сечений, которое является минимумом количества перекрёстов среди всех диаграмм узла, а также минимальное число мостов. Такие инварианты легко определить на почти невозможно посчитать.
- Теорема Гордона — Люка утверждает, что дополнение узла (как топологического пространства) является «полным инвариантом» узла, в том смысле, что он отличает заданный узел от всех остальных с точностью до объемлющей изотопии и зеркального отражения. Среди инвариантов, связанных с дополнением узла, есть группа узла, которая является просто фундаментальной группой его дополнения. Квандл узла (knot quandle) также является полным инвариантом в этом смысле, но квандлы трудно сравнивать на изоморфность.
- Гиперболическая структура на дополнении гиперболического зацепления однозначно определяется жёсткостью Мостова, поэтому гиперболический объём инвариантен для этих узлов и зацеплений. Объём и другие гиперболические инварианты оказались эффективныи, для составления обширных таблиц узлов.
- Гомологические инварианты узлов, которые категорифицируют (переводят в термины теории категорий) хорошо известные инварианты. Например
  - Гомология Хигарда Флора — это теория гомологии, эйлеровой характеристикой которой является полином Александера узла. Она оказалась полезной для получения новых результатов о классических инвариантах.
  - Ещё одно направление исследований — комбинаторно определённая теория когомологий, названная гомологией Хованова, её эйлерова характеристика — полином Джонса.